# Автодорога Р-01 (Украина)
Автодорога Р 01 — автомобильная дорога регионального значения на Украине. Проходит по территории Киевской области. Соединяет города Киев и Обухов.

## Общая длина
Общая длина автотрассы (Киев — Козин — Обухов) Р-01 составляет 20,3 км.

## Маршрут
Маршрутная карта автодороги Р-01:
| Автодорога Р-01   |                                  |          |
| Киевская область  |                                  |          |
| Киев              | — E 40 Киевская кольцевая дорога | 0 км.    |
| Мироновский район |                                  |          |
| Козин             |                                  | ~ 15 км  |
| Обуховский район  |                                  |          |
| Таценки           | — Н-01 Днепропетровское шоссе    | ~ 18 км. |
| Обухов            | Р-13                             | 20.3 км. |